# ハムレット (地理)
ハムレット（英語: hamlet）は、村落・集落を意味する言葉である。具体的な制度は国や州によって異なる。多くは地方自治権を持たないかつ小規模な集落（日本での大字・小字相当）だが、例外もある。

## 語源
hamlet は古フランス語の hamel の指小形 (-et) で、hamel はさらに ham の指小形 -el である。この ham は町や村を意味する語で、バッキンガム (Backingham) やノッティンガム (Nottingham) などの -ham と同根である。

## 各国の制度

### イギリス
イギリスではハムレットは公的な用語ではないが、土地利用計画の区域を表すのに使われる。伝統的には、独自の教会を持たず他の村の教会の教区に属す村として定義されてきた。

### アメリカ合衆国

#### オレゴン州
オレゴン州、特にクラカマス郡では、ハムレットは、限定された行政サービスを行う、小規模な集落の地方自治体を指す。

#### ニューヨーク州
ニューヨーク州では、基礎自治体である町（town）の中にある自治権のない集落を指す。

#### ミシシッピ州
ミシシッピ州では、municipal historical hamlet（直訳：基礎自治体史的ハムレット）という言葉が、かつて基礎自治体だったが人口が600人未満になったことにより自治権を失った集落を指すために使われる。

### カナダ

#### 準州
カナダの北半を占める3準州（ユーコン準州・ノースウエスト準州・ヌナヴト準州）では、ハムレットは基礎自治体の公的な種類で、人口の少ない自治体に適用される。
| 準州               | 数 | 人口上限 |
| ------------------ | -- | -------- |
| ユーコン準州       | 02 | 0400     |
| ノースウエスト準州 | 24 | 2500     |
| ヌナヴト準州       | 10 | 1000     |

#### 州
カナダ南半の諸州では、ハムレットは、大きな基礎自治体内の、地方自治権のない集落を意味する。